# کالین کمپ
کالین کمپ (به انگلیسی: Colleen Camp) (زاده ۷ ژوئن ۱۹۵۳) بازیگر آمریکایی است.
از فیلم‌های معروف او می‌توان به فیلم های بازی مرگ، طوفان یخ، دانشکده پلیس ۲ ، دختران مادی، راپسودی آمریکایی، یک جمع خوب، عشق، عروسی، ازدواج، به‌دام‌افتاده، آسمان‌خراش، بهشت آبی من، عشق حقیر، سرگردان، هیولاوار، برهنه در نیویورک، گروه پرستاران بچه، بازنده، غیرقانونی مال شما، حریص، رهایی، نخل‌های سوزان و دویدن با قیچی اشاره کرد.